# Ruseni, Anenii Noi
Ruseni este o localitate situată în partea de est a Republicii Moldova. Aparține administrativ de orașul Anenii Noi din raionul Anenii Noi.

## Demografie

### Structura etnică
Conform recensământului din 2004, populația numără 1090 de oameni, dintre care 515 bărbați și 575 femei. Repartizarea naționalităților este următoarea:
| Grup etnic                    | Populație | % Procentaj |
| ----------------------------- | --------- | ----------- |
| Băștinași declarați Moldoveni | 666       | 61,10%      |
| Ucraineni                     | 183       | 16,79%      |
| Ruși                          | 182       | 16,70%      |
| Bulgari                       | 23        | 2,11%       |
| Țigani                        | 12        | 1,10%       |
| Găgăuzi                       | 7         | 0,64%       |
| Alții                         | 17        | 1,56%       |
| Total                         | 1090      |             |